# Internationaler Hans-von-Bülow-Wettbewerb

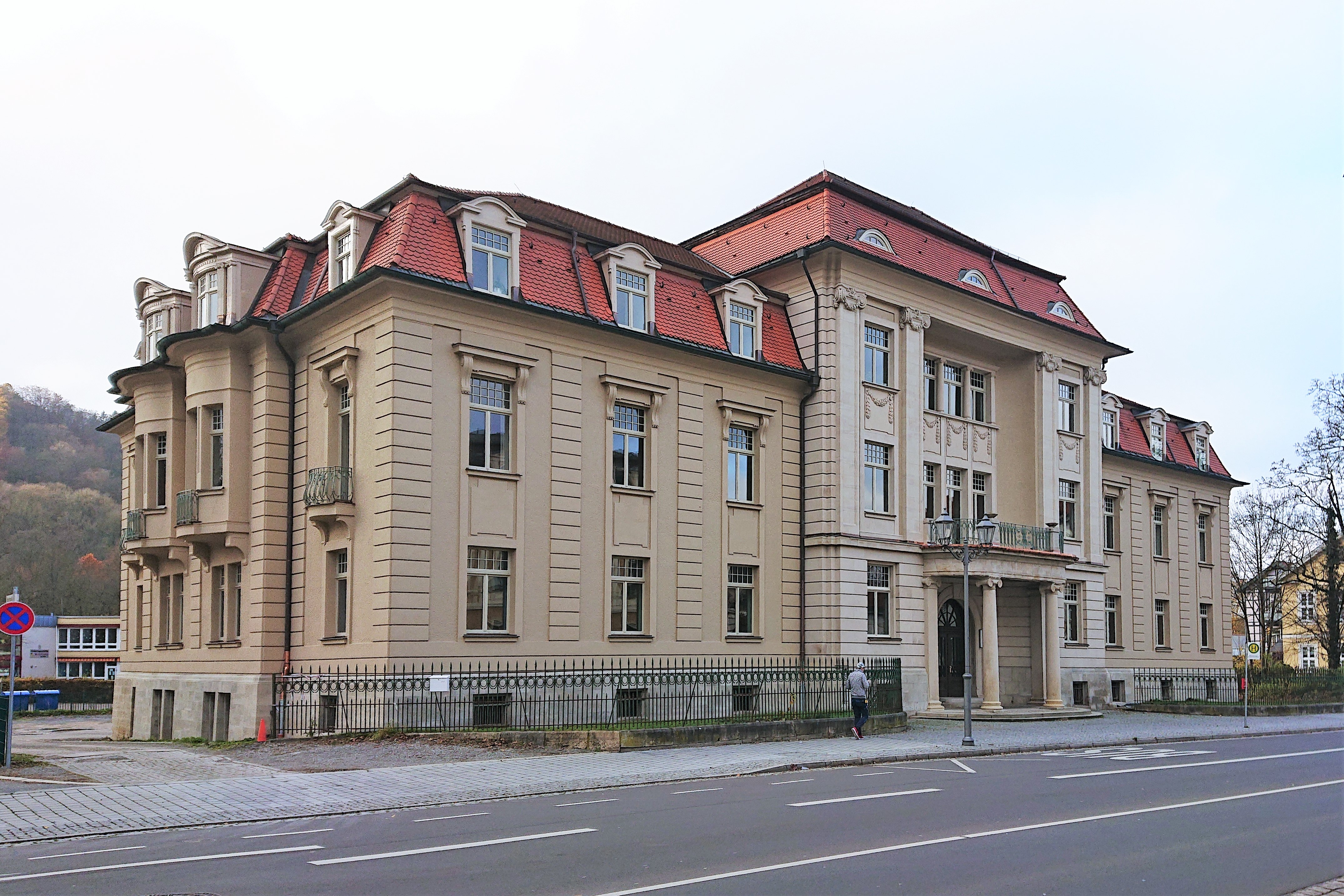
Struppsche Villa – Spielstätte und Sitz des Ausrichters Max-Reger-Konservatorium

Der Internationale Hans-von-Bülow-Wettbewerb ist ein weltweiter musikalischer Wettbewerb für junge Pianisten und Dirigenten, der in Meiningen ausgetragen wird.

## Durchführung

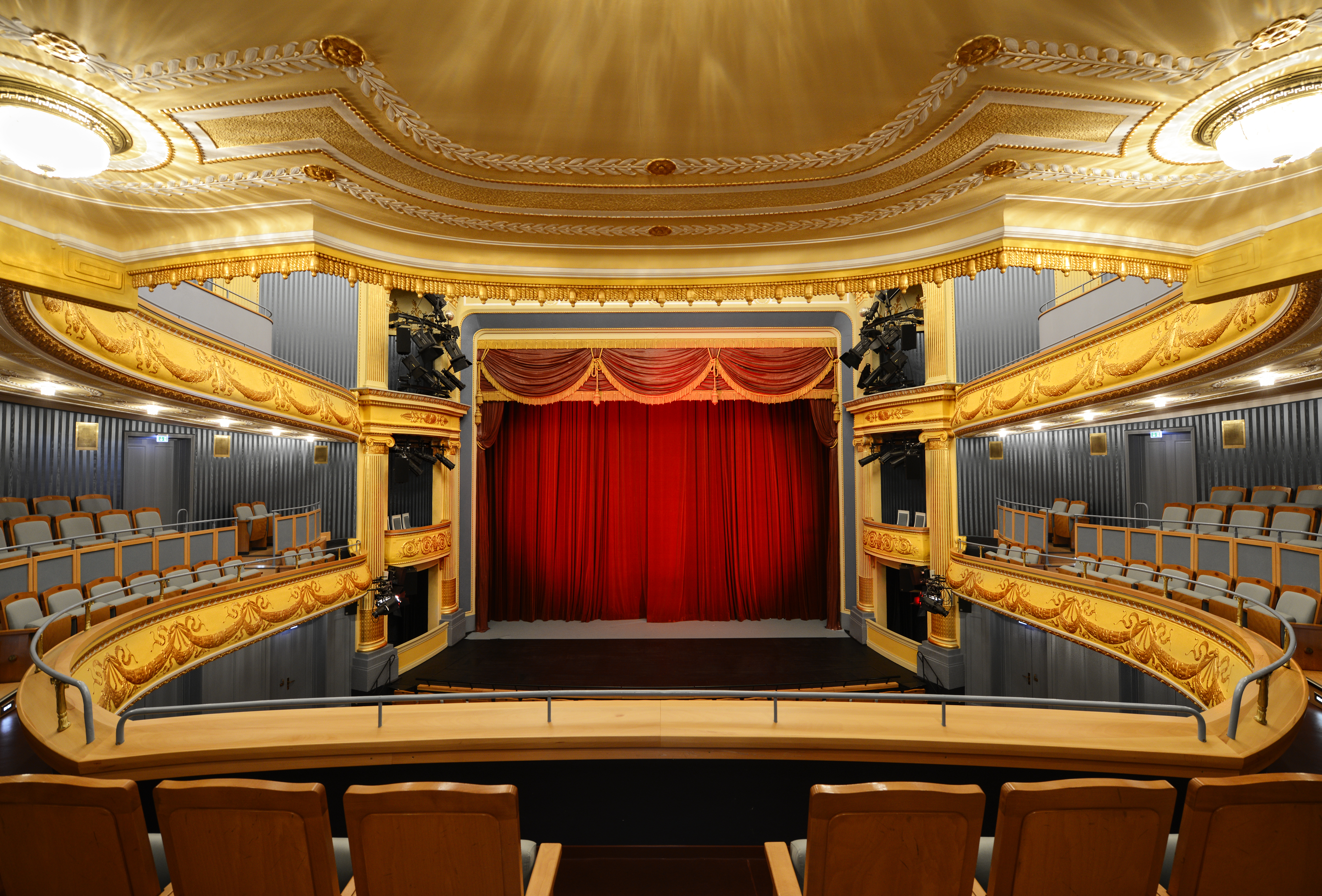
Die Finals für den Profi- und Dirigieren vom Klavier-Wettbewerb finden im Großen Haus des Staatstheaters Meiningen statt.

Der 14-tägige Wettbewerb findet seit 2012 zu Ehren des Dirigenten und Komponisten Hans von Bülow in einem dreijährigen Turnus statt. Bis 2018 wurde sie von der „Internationalen Hans-von-Bülow-Gesellschaft e.V.“ unter der Bezeichnung Internationaler Klavierwettbewerb Hans von Bülow ausgerichtet. Hans von Bülow wirkte von 1880 bis 1885 in Meiningen und formte die damalige Meininger Hofkapelle zu einem europäischen Eliteorchester. Anschließend begründete er die große Tradition der Berliner Philharmoniker. Der Internationale Hans-von-Bülow-Wettbewerb ist zudem eine Fortschreibung der traditionsreichen Meininger Musikgeschichte. Ausrichter der Veranstaltung ist seit 2021 das Max-Reger-Konservatorium Meiningen. Veranstaltungsorte sind der Konzertsaal „Johannes Brahms“ in der Meininger Schlosskirche, der Konzertsaal im Max-Reger-Konservatorium und das Staatstheater Meiningen. Durchgeführt wird der Wettbewerb auf Flügeln von C. Bechstein. Es werden Preisgelder in einer Gesamthöhe von 50.000 €, Stipendien und attraktive Anschlusskonzerte vergeben.

## Wettbewerbe
Der Hans-von-Bülow-Wettbewerb wurde 2012 in drei, 2015 und 2018 in vier Kategorien durchgeführt. Ab 2023 sind wieder drei Kategorien vorgesehen. Eine weltweit einmalige Besonderheit ist das Dirigieren vom Klavier, das Bülow selbst praktizierte. Alle Teilnehmer werden bei einer vorher ausgetragenen Video-Vorrunde ausgewählt und zum Wettbewerb eingeladen. Bei den beiden Juniorwettbewerben findet je eine 1. Runde und das Finale statt. Die Profis- und Dirigieren vom Klavier-Wettbewerbsrunden werden mit je einer 1. Runde, einer 2. Runde/Semifinale und dem Finale durchgeführt. Die Profis und Dirigenten musizieren in den Finalrunden mit der Meininger Hofkapelle im Staatstheater Meiningen.
- Juniorwettbewerb (bis 13 Jahre, 14 bis 17 Jahre)
- Profiwettbewerb (bis 32 Jahre)
- Dirigieren vom Klavier (bis 34 Jahre)

## Preisträger

### 2012
Der 1. Wettbewerb fand vom 12. bis 19. Juli statt. Es reisten 56 von 65 gemeldeten Teilnehmer aus neun Ländern an.
1. Preise
- Junioren, Klavier: Marie Sophie Decker-Hauzel, Grassau
- Amateure, Solo und Kammermusik: Caroline Kirchhoff, Münster
- Amateure, Solo und Klavierkonzert: Terry Eder, New York City (USA)
- Profis, Solo und Klavierkonzert: Herin Sung, Berlin und Olga Pashchenko, Amsterdam
- Profis, Dirigieren vom Klavier: Frank Düpree, Rastatt

Sonderpreise
- Publikumspreis „Junge Virtuosen“: Aaron Pilsan, Dornbirn (Österreich)
- Publikumspreis „Solo“: Matthias Fischer (Amateure), Würzburg
- Publikumspreis „Klavierkonzert und Dirigieren vom Klavier“: Frank Düpree (Profis), Rastatt
- Sonderpreis des Richard Wagner Verbandes: Juliane-Sophie Ritzmann (Junioren)

### 2015
Am 2. Wettbewerb vom 25. Juni bis 4. Juli nahmen 103 Teilnehmer aus 23 Ländern teil.
1. Preise
- Junioren bis 13 Jahre: Daniel Nemov, Moskau
- Junioren 14/15 Jahre: Cynthia Maya Bal, Stuttgart
- Junioren 16/17 Jahre: Marta Czech, Wodzisław Śląski (Polen)
- Amateure: Valentin Blomer, Göttingen
- Profis: Balazs Demeny, Ungarn (Berlin)
- Dirigieren vom Klavier: Aris Alexander Blettenberg, München

Sonderpreise
- Publikumspreis „Allegretti con brio“: Yuna Nakagawa, Japan(Meerbusch)
- Publikumspreis „Brillanti dilletanti“: Valentin Blomer, Göttingen
- Publikumspreis „Bravo, bravissimo“: Balazs Demény, Berlin
- Publikumspreis „Finale furioso“: Aris Alexander Blettenberg und Balazs Demény

### 2018
Am 3. Wettbewerb vom 23. August bis 1. September nahmen 66 Teilnehmer aus 21 Ländern teil.
1. oder 2. Preis
- Junioren bis 13 Jahre: Andreas Salaru (1. Preis)
- Junioren 14/15 Jahre: Monan Jülch & Carmen Sottile (2. Preis, kein 1. Preis)
- Junioren 16/17 Jahre: keine Preisverleihung
- Amateure: Guido Macripo, Mailand (Italien) (2. Preis, kein 1. Preis)
- Profis: Nanako Kurita, Japan (1. Preis)
- Dirigieren vom Klavier: Jaehan Lim, Südkorea (1. Preis)

Sonderpreise
- Publikumspreis „Allegretto Con Brio“: Carmen Sottile
- Publikumspreis „Brilannti Dilettani“: Guido Macripo, Italien
- Publikumspreis „Bravo, Bravissimo“: Nanako Kurita, Japan
- Publikumspreis „Finale furioso“: Nanako Kurita, Japan
- Sonderpreis der Felix-Draeseke-Gesellschaft: Shenzi Liang, China (Profis)

### 2023
Der 4. Wettbewerb fand nach einer Zwangspause wegen der COVID-19-Pandemie und dem Wechsel des Ausrichters vom 4. bis 18. Mai 2023 statt. Es wurden von 117 Bewerbern aus 34 Ländern insgesamt 60 Teilnehmer weltweit aus 22 Ländern zum Wettbewerb eingeladen. Die Schirmherrschaft übernahm die Publizistin und Dramaturgin Nike Wagner.
1. Preise
- Junioren bis 13 Jahre: Jeffrey Dong, Australien
- Junioren 14 bis 17 Jahre: Tantan Wang, China
- Profis: Rachel Breen, USA
- Dirigieren vom Klavier: Aurel Dawidiuk, Hannover

Sonderpreise
- Publikumspreis: Aurel Dawidiuk, Hannover
- Sonderpreis für die beste Interpretation eines Werkes von Max Reger: Felix Kehr, Meiningen/Weimar
- Sonderpreis für die beste Interpretation eines Werkes von Ludwig van Beethoven: Rachel Breen, USA